# Prêmio Mark Twain de Humor Americano

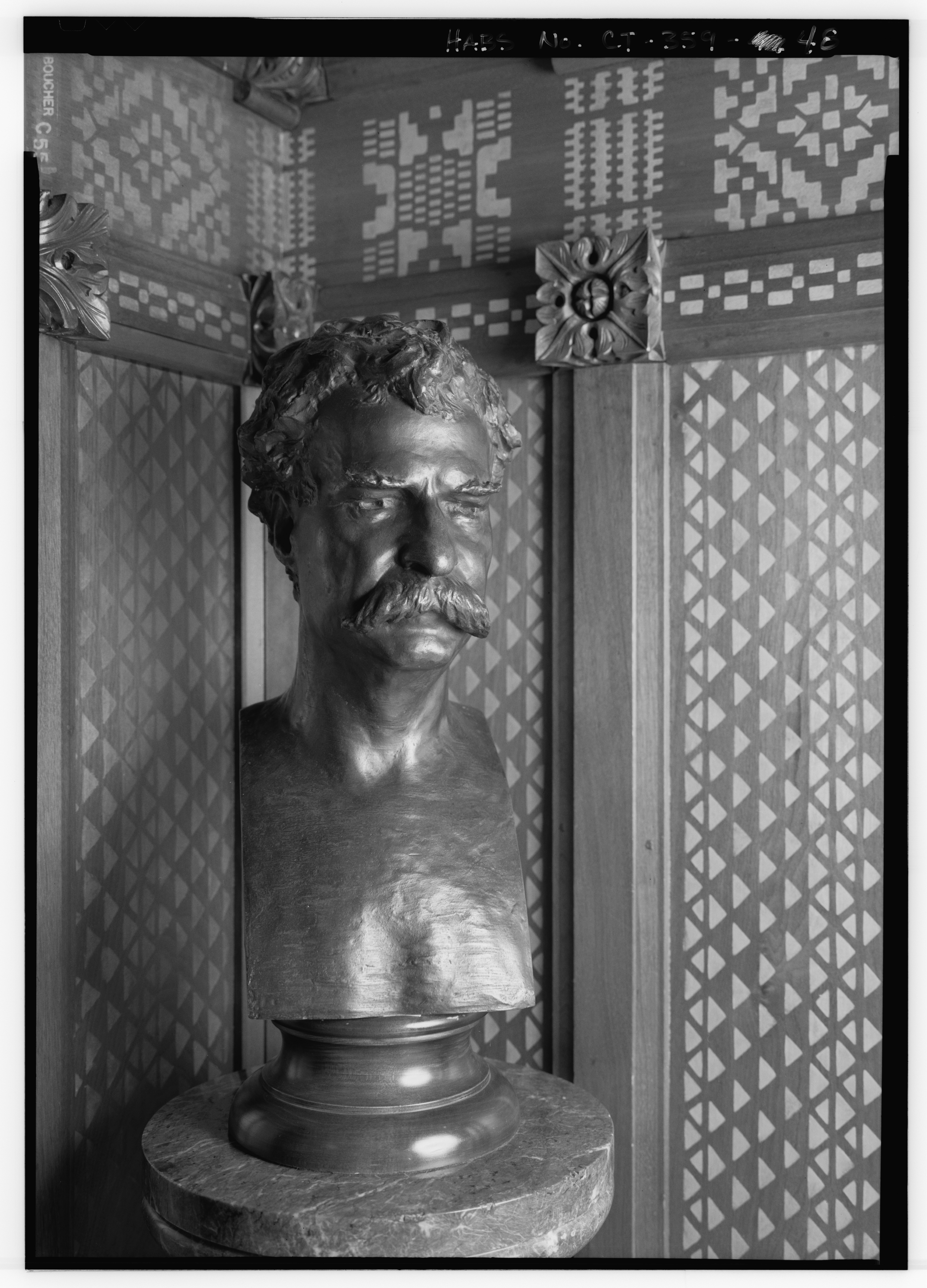
A estatueta imita este busto de Mark Twain

O Prêmio Mark Twain de Humor Americano é um prêmio apresentado anualmente pelo Centro John F. Kennedy de Artes Cênicas desde 1998. Nomeado em homenagem ao humorista do século 19, Mark Twain, é apresentado a indivíduos que "tiveram um impacto na sociedade americana de maneira semelhante" a Twain. O JFK Center escolheu Twain devido ao seu status como um polêmico comentarista social e sua "perspectiva intransigente de injustiça social e loucura pessoal".  Uma cópia do busto de Twain feita por Karl Gerhardt em 1884 é apresentada em uma cerimônia no Kennedy Center Concert Hall em Washington, DC, durante a qual o homenageado é celebrado por seus pares. O evento é uma importante arrecadação de fundos para beneficiar o Kennedy Center, que vende ingressos, além de acesso a jantares e festas com as celebridades.

## Premiados
- 1998: Richard Pryor
- 1999: Jonathan Winters
- 2000: Carl Reiner
- 2001: Whoopi Goldberg
- 2002: Bob Newhart
- 2003: Lily Tomlin
- 2004: Lorne Michaels
- 2005: Steve Martin
- 2006: Neil Simon
- 2007: Billy Crystal
- 2008: George Carlin
- 2009: Bill Cosby
- 2010: Tina Fey
- 2011: Will Ferrell
- 2012: Ellen DeGeneres[2]
- 2013: Carol Burnett[3]
- 2014: Jay Leno[4]
- 2015: Eddie Murphy
- 2016: Bill Murray[5]
- 2017: David Letterman[6]
- 2018: Julia Louis-Dreyfus[7]
- 2019: Dave Chappelle
- 2022: Jon Stewart
- 2023: Adam Sandler[8]
- 2024: Kevin Hart[9]

O destinatário inaugural do prêmio foi o comediante Richard Pryor. Os primeiros dois anos do Prêmio Mark Twain (Richard Pryor e Jonathan Winters) foram gravados e transmitidos pela Comedy Central.  Desde então, as apresentações do prêmio foram gravadas para transmissão na PBS. O destinatário mais idoso foi a atriz e comediante Carol Burnett, aos 80 anos em 2013. O destinatário mais jovem foi a atriz e comediante Tina Fey, aos 40 anos em 2010.
A intenção do Kennedy Center é dar o prêmio a pessoas vivas, mas um premiado, George Carlin, morreu em 2008 antes de receber seu prêmio.
Bill Cosby recebeu seu prêmio no Kennedy Center em 2009. Ele havia recusado a homenagem duas vezes, declarando que estava decepcionado com os palavrões usados na cerimônia inaugural em homenagem a Richard Pryor. Depois que Cosby foi condenado por agressão sexual em 2018, o centro retirou Cosby de seu prêmio e suas honras de 1998 no Kennedy Center.
Devido à pandemia COVID-19, a cerimônia de 2020 foi adiada até 20 de junho de 2021.